# 戈卢巴茨要塞

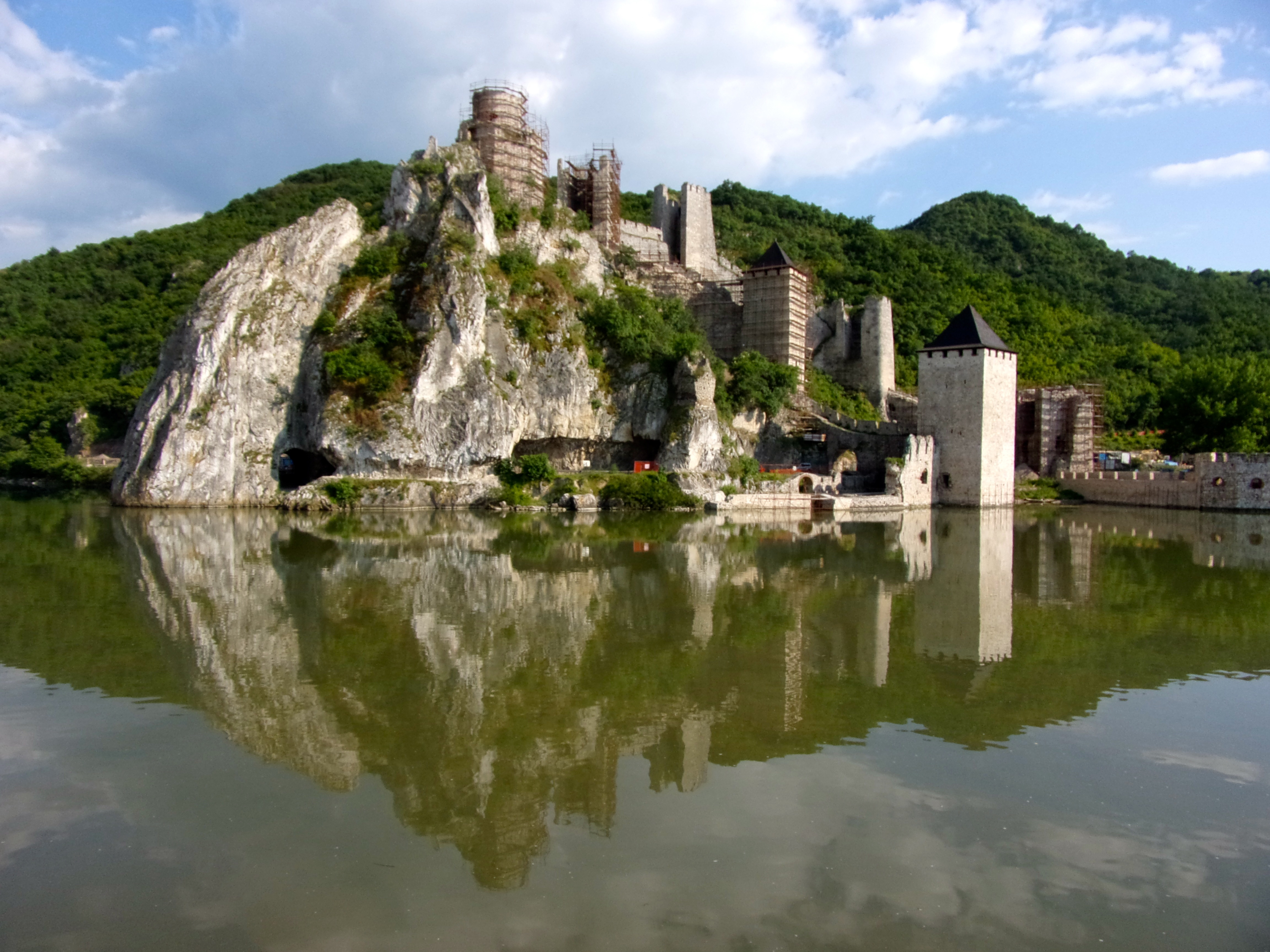
戈卢巴茨要塞

戈卢巴茨要塞是位於塞爾維亞城市戈卢巴茨附近，多瑙河南岸的一座中世紀時期的要塞。這座要塞有可能修建於14世紀。在中世紀時期，這座要塞是兵家爭奪要地，多次易主。現在這座要塞則是乘船遊覽多瑙河時的熱門景點。